# Pelecystola strigosa
Pelecystola strigosa är en fjärilsart som beskrevs av Moore 1888. Pelecystola strigosa ingår i släktet Pelecystola och familjen äkta malar. Inga underarter finns listade i Catalogue of Life.